# ハルモニア (小惑星)
ハルモニア (40 Harmonia) はメインベルト小惑星帯の大きな小惑星。
1856年3月30日にヘルマン・ゴルトシュミットによって発見された。
この小惑星が発見された日にクリミア戦争が終わったことから、ギリシア神話の調和の神ハルモニアーにちなんで名づけられた。